# Palais de l'Union Militaire
Le Palazzo dell'Unione Militare est un palais éclectique situé à l'angle de la Via del Corso avec la Via Tomacelli, non loin du Campo Marzio de Rome. Construit en 1901, le bâtiment est devenu célèbre après avoir subi une importante rénovation en 2013 pour abriter un méga-magasin de 6 000 m2 du groupe Benetton, œuvre des architectes Massimiliano et Doriana Fuksas. 

## Rénovation
Achevé en temps voulu, la rénovation de l'ancien palais de l'Unione Militare a provoqué un vif débat dans la communauté architecturale de la ville de Rome, le projet prévoyant la construction d'une grande surface vitrée au sommet, une "lanterne de lumière", permettant une grande luminosité sur toute la hauteur du bâtiment ; Au dernier étage, un restaurant et un café permettent une vue panoramique sur toute la ville. 

## Controverses
Selon l'architecte Federica Galloni, directrice régionale du patrimoine culturel et paysager du Latium, « le chantier de construction du méga-store de Benetton est un bien indépendant, sur lequel le ministère se contente de donner un avis consultatif, mais bien sûr, peut être désastreux et que dans tous les cas, l'élévation avec un dôme plutôt qu' une masse d'installations et de volumes techniques est meilleure ». Cependant, ce commentaire ne tient probablement pas compte du principe de protection des centres historiques, prévu par la loi, vis-à-vis d’autres édifices historiques, comme le dôme voisin de la Basilique Santi Ambrogio e Carlo al Corso, construite par Pierre de Cortone en 1669, peut-être cet aspect est-il secondaire en présence d'une « architecture de qualité ».

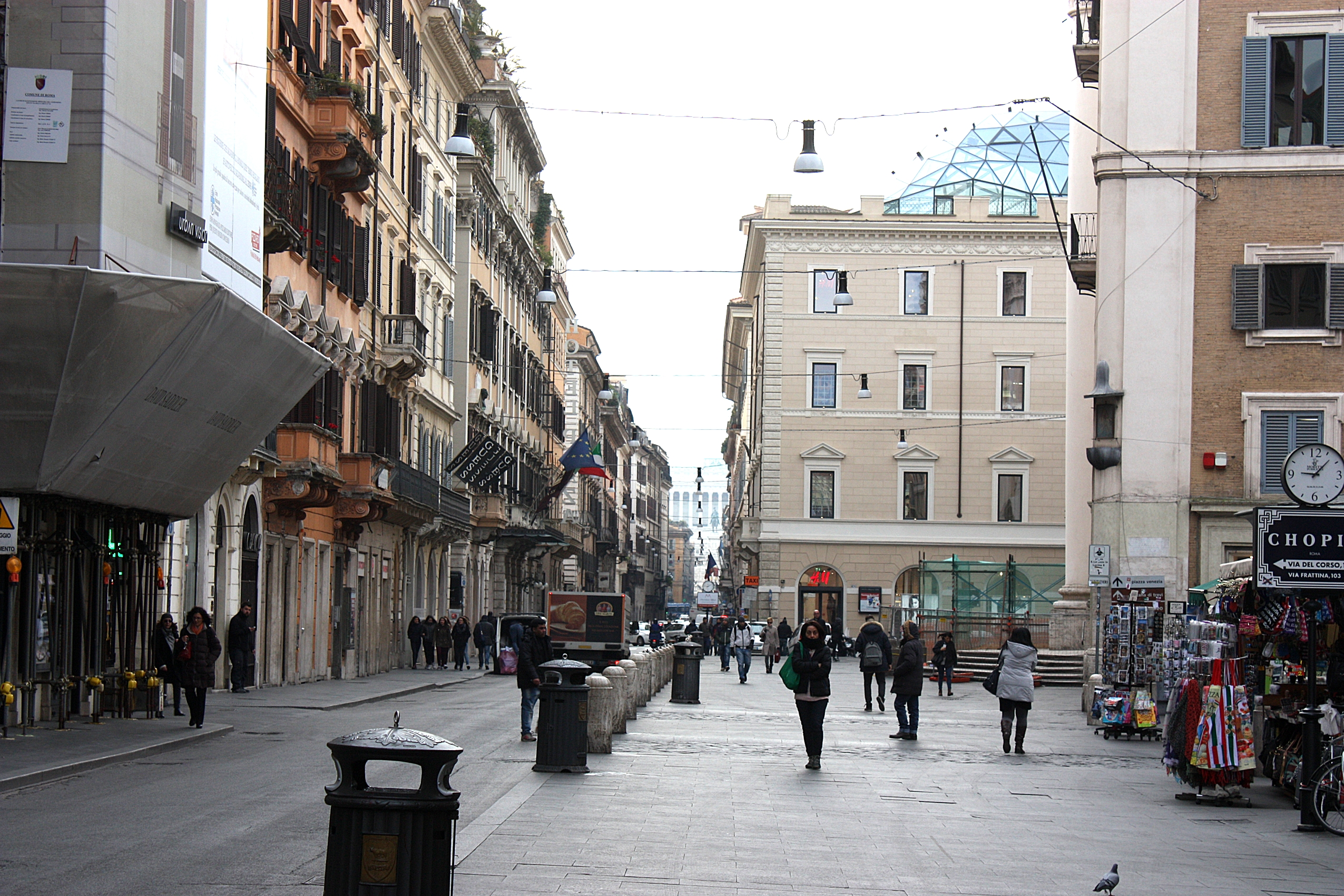
Vue du haut plafond de verre du palais ("lanterne de lumière") à partir du Largo San Carlo al Corso